# Liste des sites classés et inscrits du Lot
Cet article recense les sites classés et inscrits du Lot, en France.

## Listes

### Sites classés
La liste suivante recense les sites classés du Lot.
Les sites peuvent être classés suivant un ou plusieurs critères : artistique, pittoresque, scientifique, historique, légendaire (ou tout critère).
| Site                                        | Communes           | Date             | Superficie (ha) | Notes | Coordonnées                 | Photo |
| ------------------------------------------- | ------------------ | ---------------- | --------------- | --- | --------------------------- | ----- |
| Grotte du Cirque                            | Assier             | 29 avril 1997    | 3,68            | | 44° 40′ 02″ N, 1° 52′ 40″ E |       |
| Cascade d'Autoire                           | Autoire            | 9 mars 1932      | 0,01            | | 44° 50′ 40″ N, 1° 48′ 39″ E |       |
| Domaine de Cénevières                       | Cénevières         | 25 mars 1946     | 28,91           | Le château de Cénevières est classé au titre des monuments historiques.                                                                                   | 44° 27′ 52″ N, 1° 45′ 00″ E |       |
| Rive gauche du Célé                         | Figeac             | 16 avril 1943    | 2,35            | | 44° 36′ 25″ N, 2° 01′ 40″ E |       |
| Domaine de Mercuès                          | Mercuès            | 27 décembre 1913 | 27,28           | L'arrêté de protection précise qu'il ne concerne pas la vigne attenante au domaine. Le château de Mercuès est inscrit au titre des monuments historiques. | 44° 29′ 42″ N, 1° 23′ 57″ E |       |
| Gouffre de Padirac et son réseau souterrain | Padirac            | 26 mars 2001     | 69,07           | | 44° 51′ 33″ N, 1° 45′ 01″ E |       |
| Site de Rocamadour : vallée de l'Alzou      | Rocamadour         | 30 octobre 1986  | 76,02           | | 44° 48′ 01″ N, 1° 37′ 15″ E |       |
| Village de Saint-Cirq-Lapopie               | Saint-Cirq-Lapopie | 23 janvier 1940  | 26,88           | | 44° 27′ 52″ N, 1° 40′ 09″ E |       |
| Grotte de Pergouset                         | Saint Géry-Vers    | 31 janvier 2003  | 31,35           | La grotte est classée au titre des monuments historiques.                                                                                                 | 44° 29′ 24″ N, 1° 36′ 40″ E |       |

### Sites inscrits

#### Sites actuels
La liste suivante recense les sites inscrits du Lot.
| Site                                                                              | Communes | Date              | Superficie (ha) | Notes | Coordonnées                 | Photo                                                         |
| --------------------------------------------------------------------------------- | --- | ----------------- | --------------- | --- | --------------------------- | ------------------------------------------------------------- |
| Château du Bousquet et ses abords                                                 | Arcambal | 14 mars 1944      | 34,13           | . | 44° 27′ 27″ N, 1° 30′ 30″ E |                                                               |
| Hameau et château de Béars                                                        | Arcambal | 4 avril 1945      | 16,17           | | 44° 28′ 47″ N, 1° 33′ 23″ E |                                                               |
| Château, son parc et la garenne                                                   | Aynac | 25 janvier 1943   | 10,24           | Le château est classé au titre des monuments historiques.                                                                 | 44° 46′ 55″ N, 1° 51′ 03″ E |                                                               |
| Vallée du Célé                                                                    | Bagnac-sur-Célé, Béduer, Boussac, Bouziès, Brengues, Cabrerets, Camboulit, Corn, Espagnac-Sainte-Eulalie, Linac, Lunan, Marcilhac-sur-Célé, Orniac, Saint-Chels, Saint-Jean-Mirabel, Saint-Sulpice, Sauliac-sur-Célé, Viazac | 30 août 1974      | 10 449,28       | | 44° 34′ 28″ N, 1° 51′ 19″ E |                                                               |
| Île de Floiras et plan d'eau du Lot l'entourant                                   | Bélaye | 21 octobre 1943   | 10,36           | | 44° 28′ 16″ N, 1° 11′ 56″ E |                                                               |
| Chapelle Saint-Roch et ses abords                                                 | Bellefont-La Rauze | 3 février 1944    | 3,72            | | 44° 28′ 32″ N, 1° 28′ 15″ E |                                                               |
| Rive gauche du Célé aux abords du château                                         | Cabrerets | 16 juillet 1946   | 22,55           | | 44° 30′ 13″ N, 1° 39′ 06″ E |                                                               |
| Ruines du château du Diable                                                       | Cabrerets | 16 juillet 1946   | 6,15            | | 44° 30′ 29″ N, 1° 39′ 37″ E |                                                               |
| Terrains au-dessus et à proximité de la grotte du Pech Merle                      | Cabrerets | 1er juillet 1976  | 156,71          | | 44° 30′ 35″ N, 1° 38′ 32″ E |                                                               |
| Cours de la Chartreuse                                                            | Cahors | 20 décembre 1945  | 0,38            | | 44° 26′ 51″ N, 1° 26′ 17″ E |                                                               |
| Domaine des Ermites et fontaine des Chartreux                                     | Cahors | 20 décembre 1945  | 44,53           | | 44° 26′ 36″ N, 1° 25′ 44″ E |                                                               |
| Ermitage du pont Louis-Philippe et ses abords                                     | Cahors | 20 décembre 1945  | 5,45            | | 44° 26′ 25″ N, 1° 26′ 42″ E |                                                               |
| Falaises des Soubirous                                                            | Cahors | 20 décembre 1945  | 29,69           | | 44° 27′ 19″ N, 1° 26′ 22″ E |                                                               |
| Maison Issala et ses abords                                                       | Cahors | 20 décembre 1945  | 4,75            | | 44° 27′ 26″ N, 1° 26′ 33″ E |                                                               |
| Pentes occidentales du mont Saint-Cyr                                             | Cahors | 14 juin 1946      | 11,98           | | 44° 26′ 41″ N, 1° 26′ 54″ E |                                                               |
| Place François-Mitterrand, allées Fénelon, square Henri-de-Jouvenel               | Cahors | 20 décembre 1945  | 1,76            | | 44° 26′ 42″ N, 1° 26′ 21″ E |                                                               |
| Quartier des Jacobins                                                             | Cahors | 20 décembre 1945  | 2,48            | | 44° 26′ 59″ N, 1° 26′ 47″ E |                                                               |
| Rives occidentales du Lot du pont Louis-Philippe aux remparts du Pal              | Cahors | 20 décembre 1945  | 33,97           | | 44° 26′ 41″ N, 1° 26′ 02″ E |                                                               |
| Rives orientales du Lot de l'île de Cabessut au pont Louis-Philippe               | Cahors | 20 décembre 1945  | 38,98           | | 44° 26′ 55″ N, 1° 26′ 38″ E |                                                               |
| Terrasses du boulevard Léon-Gambetta                                              | Cahors | 20 décembre 1945  | 0,34            | | 44° 26′ 53″ N, 1° 26′ 26″ E |                                                               |
| Vallées de l'Ouysse et de l'Alzou                                                 | Calès, Couzou, Gramat, Lacave, Rocamadour | 23 août 1973      | 4 602,53        | | 44° 48′ 31″ N, 1° 35′ 42″ E |                                                               |
| Abords du domaine de Cénevières                                                   | Calvignac, Cénevières, Larnagol, Saint-Martin-Labouval | 25 mars 1946      | 148,92          | Le château est classé au titre des monuments historiques.                                                                 | 44° 28′ 03″ N, 1° 45′ 16″ E |                                                               |
| Village de Capdenac et ses abords                                                 | Capdenac | 26 octobre 1971   | 27,1            | | 44° 34′ 49″ N, 2° 04′ 13″ E |                                                               |
| Village de Cardaillac                                                             | Cardaillac | 16 novembre 1973  | 52,22           | | 44° 40′ 45″ N, 1° 59′ 41″ E |                                                               |
| Village de Carennac, prieuré, île de Calypso, plan d'eau et berges de la Dordogne | Carennac | 2 mars 1945       | 39,17           | | 44° 55′ 16″ N, 1° 43′ 52″ E |                                                               |
| Village de Carlucet et ses abords                                                 | Carlucet | 28 avril 1972     | 40,65           | | 44° 43′ 15″ N, 1° 36′ 46″ E |                                                               |
| Place Gambetta et arcades                                                         | Castelnau-Montratier | 8 avril 1954      | 1,36            | | 44° 16′ 04″ N, 1° 21′ 12″ E |                                                               |
| Castrum, partie du village de Cazals et leurs abords                              | Cazals | 19 mai 1965       | 15,39           | Le château est classé au titre des monuments historiques.                                                                 | 44° 38′ 38″ N, 1° 13′ 41″ E |                                                               |
| Village de Faycelles et ses abords                                                | Faycelles | 23 septembre 1988 | 726,28          | | 44° 33′ 40″ N, 1° 59′ 47″ E |                                                               |
| Cours du Célé et ses rives du pont du Pin au pont du Gua                          | Figeac | 30 juillet 1943   | 18,36           | | 44° 36′ 27″ N, 2° 02′ 03″ E |                                                               |
| Faubourg du Pin et rue du Canal                                                   | Figeac | 30 novembre 1943  | 2,66            | | 44° 36′ 30″ N, 2° 02′ 19″ E |                                                               |
| Moulin du Surgié et ses abords                                                    | Figeac | 7 février 1944    | 10              | | 44° 36′ 29″ N, 2° 02′ 43″ E |                                                               |
| Pigeonnier de l'Oustal Parlaire et abords                                         | Figeac | 12 mars 1943      | 1,61            | | 44° 36′ 25″ N, 2° 03′ 06″ E |                                                               |
| Place aux Herbes et rue Griffoul                                                  | Figeac | 30 novembre 1943  | 0,5             | | 44° 36′ 28″ N, 2° 02′ 02″ E |                                                               |
| Place Carnot et rue de la Mairie                                                  | Figeac | 30 novembre 1943  | 0,33            | | 44° 36′ 33″ N, 2° 02′ 01″ E |                                                               |
| Place de l'Estang et ses abords                                                   | Figeac | 22 octobre 1942   | 0,67            | | 44° 36′ 27″ N, 2° 02′ 11″ E |                                                               |
| Place et impasse Champollion                                                      | Figeac | 22 juillet 1943   | 0,43            | | 44° 36′ 35″ N, 2° 02′ 04″ E |                                                               |
| Quartier des Remparts                                                             | Figeac | 30 novembre 1943  | 3,97            | Les remparts sont classés au titre des monuments historiques.                                                             | 44° 36′ 40″ N, 2° 01′ 58″ E |                                                               |
| Rue Balène et immeubles qui la bordent                                            | Figeac | 30 juin 1943      | 0,15            | | 44° 36′ 27″ N, 2° 02′ 00″ E |                                                               |
| Rue du Pin                                                                        | Figeac | 30 novembre 1943  | 0,86            | | 44° 36′ 32″ N, 2° 02′ 11″ E |                                                               |
| Rue Malleville                                                                    | Figeac | 6 avril 1943      | 0,41            | | 44° 36′ 38″ N, 2° 02′ 02″ E |                                                               |
| Rue Séguier et passage vers la place Carnot                                       | Figeac | 7 juillet 1943    | 0,06            | | 44° 36′ 34″ N, 2° 02′ 02″ E |                                                               |
| Rues Delzhens, Boutaric et Émile-Zola                                             | Figeac | 23 octobre 1942   | 0,46            | | 44° 36′ 35″ N, 2° 02′ 08″ E |                                                               |
| Site urbain                                                                       | Figeac | 5 décembre 1972   | 63,41           | La protection concerne la quasi-totalité du centre historique de Figeac et recouvre certaines zones inscrites séparément. | 44° 36′ 32″ N, 2° 02′ 12″ E |                                                               |
| Terrasses du Puy, église Notre-Dame-du-Puy et collège                             | Figeac | 17 mars 1943      | 1,1             | L'église Notre-Dame-du-Puy fait partie des Chemins de Compostelle en France, un site inscrit au patrimoine mondial.       | 44° 36′ 37″ N, 2° 02′ 10″ E |                                                               |
| Village de Fons et ses abords                                                     | Fons | 24 mars 1982      | 244,96          | | 44° 39′ 50″ N, 1° 57′ 11″ E |                                                               |
| Bourg ancien                                                                      | Gourdon | 28 janvier 1971   | 13,62           | | 44° 44′ 13″ N, 1° 22′ 58″ E |                                                               |
| Vallée de la Marcillande                                                          | Gourdon, Payrignac, Saint-Cirq-Madelon | 28 août 1975      | 1 104,15        | | 44° 46′ 00″ N, 1° 20′ 18″ E |                                                               |
| Château de La Coste et ses abords                                                 | Grézels | 20 janvier 1944   | 24,31           | Le château est classé au titre des monuments historiques.                                                                 | 44° 28′ 36″ N, 1° 09′ 25″ E |                                                               |
| Promontoire et château de la Treyne, et partie du cours de la Dordogne            | Lacave | 6 novembre 1946   | 46,17           | Le château est inscrit au titre des monuments historiques.                                                                | 44° 51′ 03″ N, 1° 31′ 43″ E |                                                               |
| Site de Belcastel                                                                 | Lacave | 15 mars 1954      | 103,82          | | 44° 50′ 34″ N, 1° 33′ 05″ E |                                                               |
| Château de Larroque-Toirac et ses abords                                          | Larroque-Toirac | 26 mars 1943      | 7,19            | Le château est classé au titre des monuments historiques.                                                                 | 44° 31′ 18″ N, 1° 56′ 25″ E |                                                               |
| Chapelle Notre-Dame-de-Verdale et ses abords                                      | Latouille-Lentillac | 1er octobre 1943  | 1,44            | | 44° 50′ 52″ N, 1° 59′ 05″ E |                                                               |
| Bois de Leyme                                                                     | Leyme | 8 mai 1944        | 73,67           | | 44° 46′ 35″ N, 1° 54′ 20″ E |                                                               |
| Bourg de Lherm et ses abords                                                      | Lherm | 10 janvier 1967   | 12,45           | | 44° 34′ 03″ N, 1° 14′ 42″ E |                                                               |
| Village de Lhospitalet                                                            | Lhospitalet | 20 août 1974      | 33,81           | | 44° 21′ 45″ N, 1° 24′ 31″ E |                                                               |
| Village de Loubressac et ses abords                                               | Loubressac | 20 juillet 1972   | 343,95          | | 44° 52′ 46″ N, 1° 47′ 38″ E |                                                               |
| Abords de l'église de Marcilhac                                                   | Marcilhac-sur-Célé | 26 juillet 1937   | 0,01            | L'ancienne abbaye, dont fait partie l'église, est classée au titre des monuments historiques.                             | 44° 33′ 11″ N, 1° 46′ 19″ E |                                                               |
| Belvédère de Copeyre et ses abords                                                | Martel | 28 janvier 1935   | 0,96            | | 44° 54′ 31″ N, 1° 38′ 21″ E |                                                               |
| Champ de Foire                                                                    | Martel | 16 novembre 1943  | 0,91            | | 44° 56′ 07″ N, 1° 36′ 24″ E |                                                               |
| Falaises et château de Mirandol, fontaine, château de Briance et abords           | Martel, Saint-Denis-lès-Martel | 18 septembre 1947 | 62,59           | | 44° 55′ 04″ N, 1° 38′ 19″ E |                                                               |
| Fossés de la ville                                                                | Martel | 16 novembre 1943  | 5,49            | | 44° 56′ 12″ N, 1° 36′ 32″ E |                                                               |
| Place des Consuls                                                                 | Martel | 16 novembre 1943  | 0,34            | | 44° 56′ 12″ N, 1° 36′ 30″ E |                                                               |
| Place Henri-Ramet                                                                 | Martel | 16 novembre 1943  | 0,14            | | 44° 56′ 12″ N, 1° 36′ 34″ E |                                                               |
| Place de la Rode                                                                  | Martel | 16 novembre 1943  | 0,87            | | 44° 56′ 13″ N, 1° 36′ 42″ E |                                                               |
| Porte de Brive et ses abords                                                      | Martel | 16 novembre 1943  | 0,16            | | 44° 56′ 18″ N, 1° 36′ 21″ E |                                                               |
| Porte de Souillac                                                                 | Martel | 16 novembre 1943  | 2,86            | | 44° 56′ 15″ N, 1° 36′ 19″ E |                                                               |
| Rue de l'Église                                                                   | Martel | 16 novembre 1943  | 0,24            | | 44° 56′ 11″ N, 1° 36′ 37″ E |                                                               |
| Rue de la Bride                                                                   | Martel | 16 novembre 1943  | 0,16            | | 44° 56′ 10″ N, 1° 36′ 32″ E |                                                               |
| Rue Senlis                                                                        | Martel | 16 novembre 1943  | 0,08            | | 44° 56′ 12″ N, 1° 36′ 32″ E |                                                               |
| Rue Tournemire                                                                    | Martel | 16 novembre 1943  | 0,13            | | 44° 56′ 13″ N, 1° 36′ 32″ E |                                                               |
| Village de Gluges, falaises qui le surplombent et cours de la Dordogne            | Martel | 11 juin 1945      | 74,21           | | 44° 54′ 44″ N, 1° 37′ 30″ E |                                                               |
| Ville ancienne                                                                    | Martel | 25 mars 1973      | 36,48           | Extension d'une inscription datant du 16 novembre 1943.                                                                   | 44° 56′ 12″ N, 1° 36′ 30″ E |                                                               |
| Domaine des Bouysses                                                              | Mercuès | 14 mars 1944      | 24,04           | Le château est inscrit au titre des monuments historiques.                                                                | 44° 29′ 13″ N, 1° 23′ 00″ E |                                                               |
| Saut de la Mounine                                                                | Montbrun | 18 décembre 1975  | 1 193,02        | La protection s'étend sur le département voisin de l'Aveyron (communes d'Ambeyrac et Saujac).                             | 44° 30′ 23″ N, 1° 54′ 27″ E |                                                               |
| Village de Montbrun                                                               | Montbrun | 14 février 1944   | 6,97            | | 44° 30′ 21″ N, 1° 53′ 59″ E |                                                               |
| Village de Montvalent et vallée de la Dordogne                                    | Montvalent | 15 novembre 1991  | 392,64          | | 44° 53′ 22″ N, 1° 37′ 09″ E |                                                               |
| Site de Castelnau-de-Bretenoux (alentours du château et dépendances)              | Prudhomat | 18 février 1942   | 21,03           | Le château de Castelnau-Bretenoux est classé au titre des monuments historiques.                                          | 44° 53′ 57″ N, 1° 49′ 35″ E |                                                               |
| Hameau de Martignac                                                               | Puy-l'Évêque | 25 octobre 1974   | 362,9           | | 44° 31′ 29″ N, 1° 08′ 13″ E |                                                               |
| Village de Mayrinhac-le-Francal                                                   | Rocamadour | 4 mai 1973        | 20,67           | | 44° 50′ 25″ N, 1° 36′ 43″ E |                                                               |
| Boulevard Carnot                                                                  | Saint-Céré | 10 septembre 1943 | 0,79            | | 44° 51′ 40″ N, 1° 53′ 29″ E |                                                               |
| Château de Montal et ses abords                                                   | Saint-Céré, Saint-Jean-Lespinasse | 10 septembre 1943 | 95,34           | Le château est classé au titre des monuments historiques.                                                                 | 44° 51′ 33″ N, 1° 52′ 13″ E |                                                               |
| Château du Narbonnais, ses dépendances et ses abords                              | Saint-Céré | 10 septembre 1943 | 4,63            | | 44° 51′ 22″ N, 1° 53′ 10″ E |                                                               |
| Impasse Lagarouste                                                                | Saint-Céré | 10 mars 1944      | 0,12            | | 44° 51′ 38″ N, 1° 53′ 27″ E |                                                               |
| Place du Mercadial, rue Saint-Cyr et immeubles donnant sur la Bave                | Saint-Céré | 10 septembre 1943 | 0,39            | | 44° 51′ 40″ N, 1° 53′ 25″ E |                                                               |
| Quai des Recollets                                                                | Saint-Céré | 10 septembre 1943 | 0,96            | | 44° 51′ 30″ N, 1° 53′ 26″ E |                                                               |
| Rue de l'Olie                                                                     | Saint-Céré | 10 septembre 1943 | 0,05            | | 44° 51′ 40″ N, 1° 53′ 27″ E |                                                               |
| Tours de Saint-Laurent et colline sur laquelle elles se dressent                  | Saint-Céré, Saint-Laurent-les-Tours | 25 septembre 1943 | 42,76           | Le château des Tours est classé au titre des monuments historiques.                                                       | 44° 51′ 50″ N, 1° 53′ 47″ E |                                                               |
| Village de Saint-Cirq-Lapopie                                                     | Saint-Cirq-Lapopie | 23 janvier 1940   | 2,91            | | 44° 27′ 53″ N, 1° 40′ 16″ E |                                                               |
| Village d'Escalié, étang avec les chênes qui l'entourent                          | Saint-Denis-Catus | 21 mars 1942      | 10,47           | | 44° 34′ 15″ N, 1° 23′ 46″ E |                                                               |
| Église Notre-Dame de Velles et ses abords                                         | Saint Géry-Vers | 30 juillet 1976   | 66,87           | L'église est classée au titre des monuments historiques.                                                                  | 44° 28′ 34″ N, 1° 32′ 50″ E | [[Fichier::Vers Notre-Dame-de-Vêles2.JPG\|center\|100x100px]] |
| Abords du château de Bonaguil                                                     | Saint-Martin-le-Redon, Soturac | 25 octobre 1974   | 1 979,69        | Le château est classé au titre des monuments historiques.                                                                 | 44° 31′ 58″ N, 1° 01′ 43″ E |                                                               |
| Château de Presque et vallon sur lequel il s'élève                                | Saint-Médard-de-Presque | 20 janvier 1944   | 77,42           | | 44° 51′ 08″ N, 1° 50′ 32″ E |                                                               |
| Bourg de Flaugnac                                                                 | Saint-Paul-Flaugnac | 31 octobre 1953   | 28,49           | | 44° 16′ 36″ N, 1° 23′ 39″ E |                                                               |
| Château de Roussillon et ses abords                                               | Saint-Pierre-Lafeuille | 10 décembre 1971  | 203,98          | Le château est inscrit au titre des monuments historiques.                                                                | 44° 30′ 59″ N, 1° 27′ 33″ E |                                                               |
| Château de Cuzals et ses abords                                                   | Sauliac-sur-Célé | 26 août 1987      | 271,75          | | 44° 32′ 16″ N, 1° 42′ 02″ E |                                                               |
| Village de Mezels                                                                 | Vayrac | 14 juin 1971      | 95,92           | | 44° 55′ 47″ N, 1° 41′ 12″ E |                                                               |

#### Anciens sites
Douze sites, précédemment inscrits, ont été radiés en 2022, requalifiés en sites patrimoniaux remarquables :
- Albas : bourg
- Autoire : village
- Cahors :
  - Impasse Perboyre
  - Parc de la Daurade, maisons en bordure de la rue de la Daurade (nos 2 à 10)
  - Rue de l'Université
  - Rue des Fouillac
  - Rue Jean-Baptiste-Delpech
  - Rue Saint-Priest
- Puy-l'Évêque : vieux quartiers
- Sousceyrac :
  - Porte Notre-Dame et maisons voisines
  - Porte Saint-André et ses abords
  - Château de Grugnac et ses abords